# Arcfox
Arcfox (极狐、拼音: Jí hú) は、北京市に拠点を置く中華人民共和国の自動車会社。

## 解説
中国の自動車大手、北汽集団により電気自動車に特化したブランドとして2017年に設立された。
2017年9月、大手通信機器メーカーであるファーウェイとの戦略的協力協定に署名。
2017年、プレミアムマイクロカーとしてArcfox Liteを発表。
2019年3月、ジュネーブモーターショーに出展し、フォルクスワーゲングループに所属していたデザイナーであるWalter de Silvaがデザインを手掛けた大型SUVのコンセプトカーを公開した。また、ヨーロッパ展開を目指していることが表明された。
2020年10月、中大型SUVであるArcFox α-Tを発表。通信と電源管理にはファーウェイの技術が用いられた。
2021年4月、ArcFox α-S Hiを発表。ファーウェイの自動運転システムやHarmonyOSが採用され、HUAWEI INSIDEに対応した。

## 販売されたモデル
- Arcfox Lite
- ArcFox α-T
- ArcFox α-S
- ArcFox α-S Hi
- Arcfox GT
- Arcfox Kaola

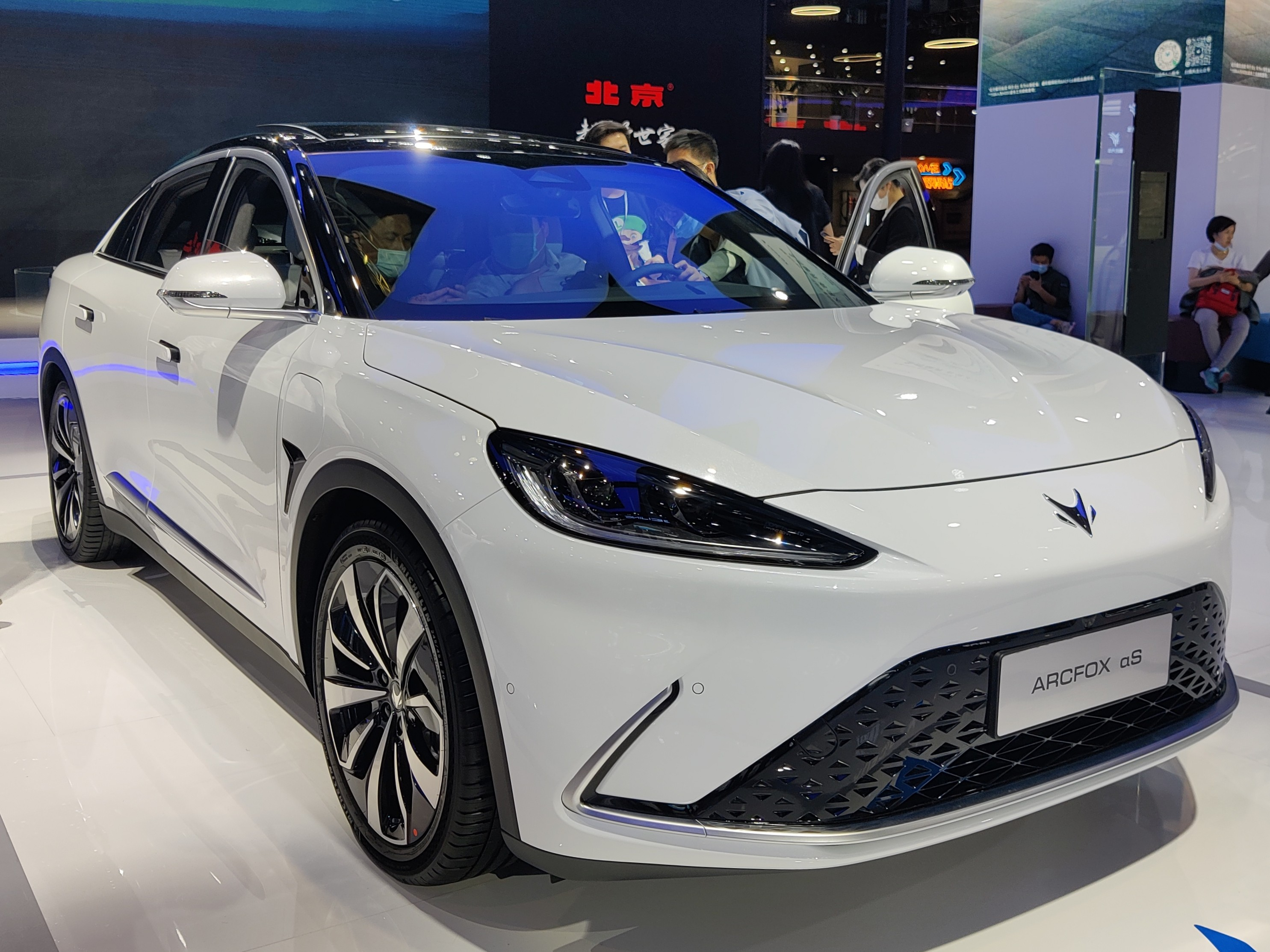
2021年–2022年現在 ArcFox α-S
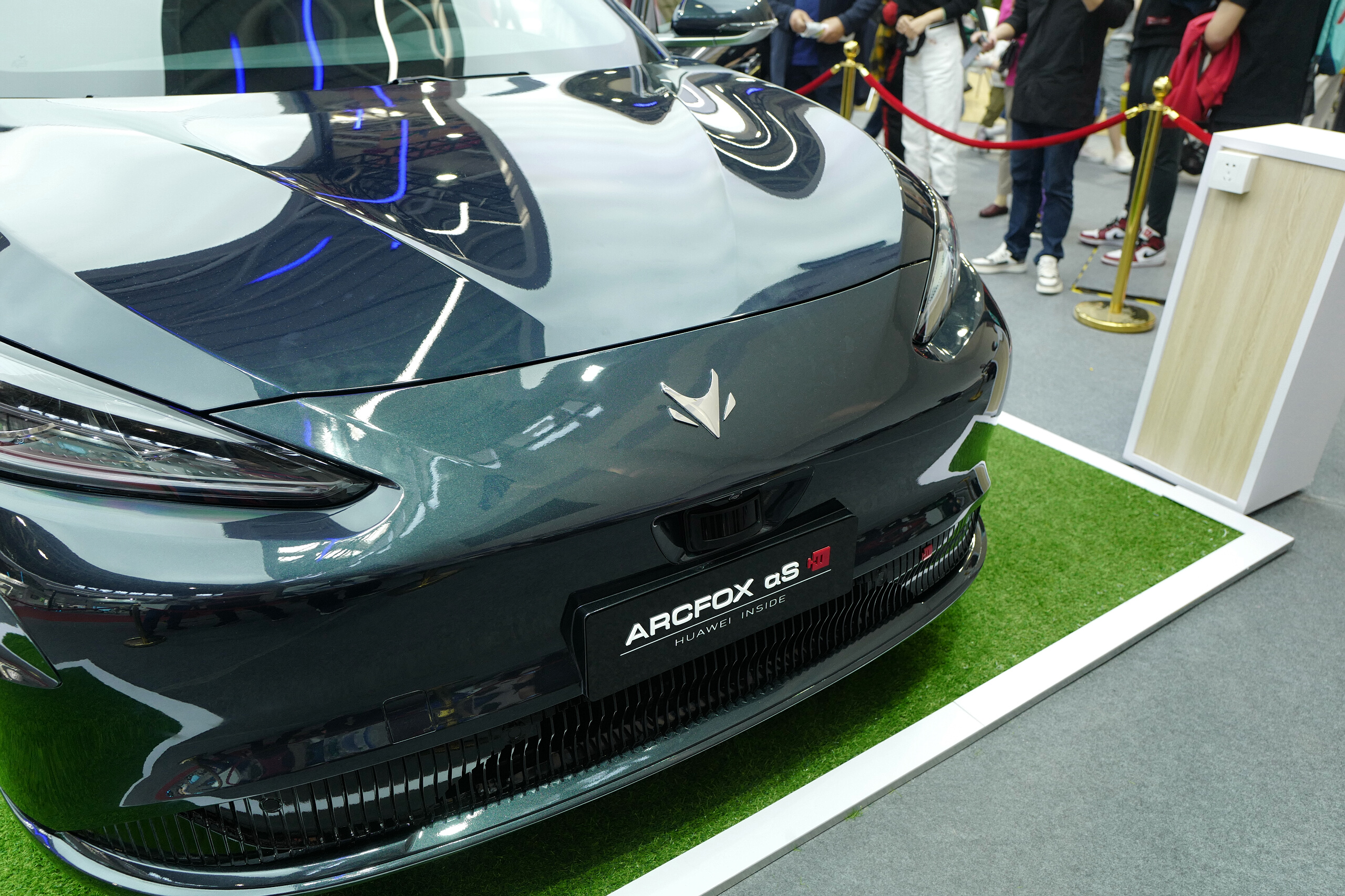
2022年– ArcFox α-S Hi(HUAWEI INSIDE)
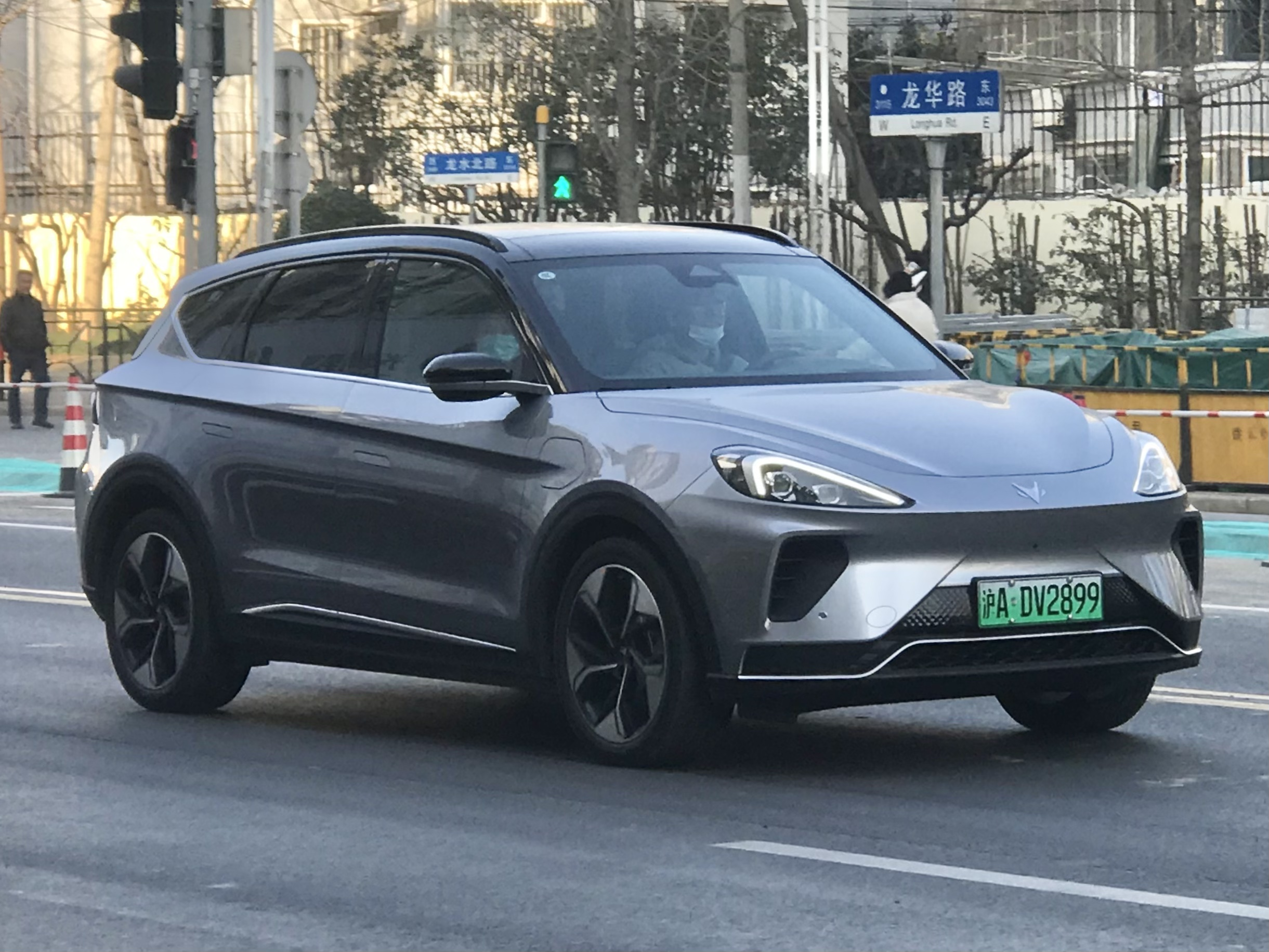
2020年–2022年現在 ArcFox α-T
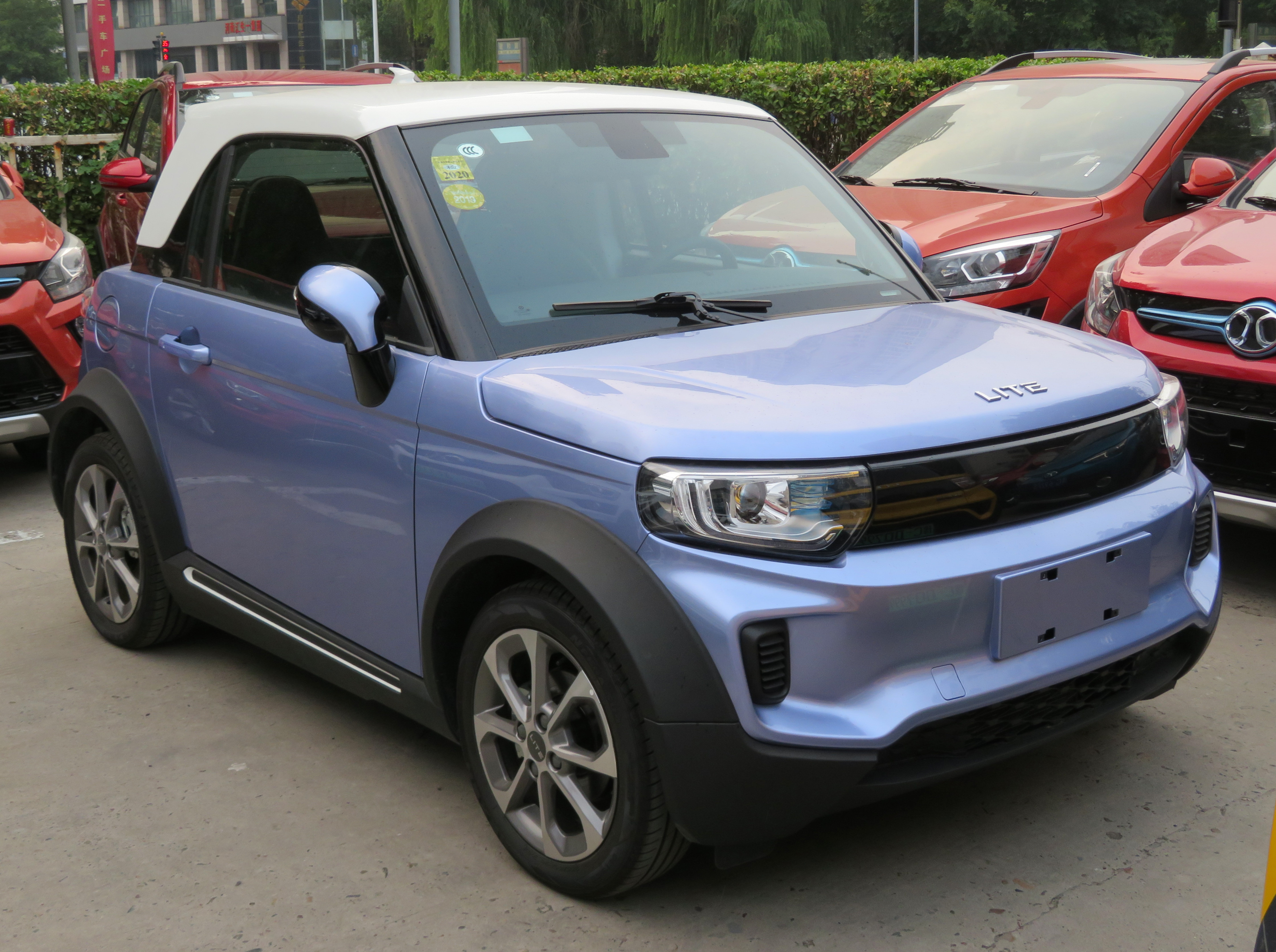
2017年–2022年現在 Arcfox Lite
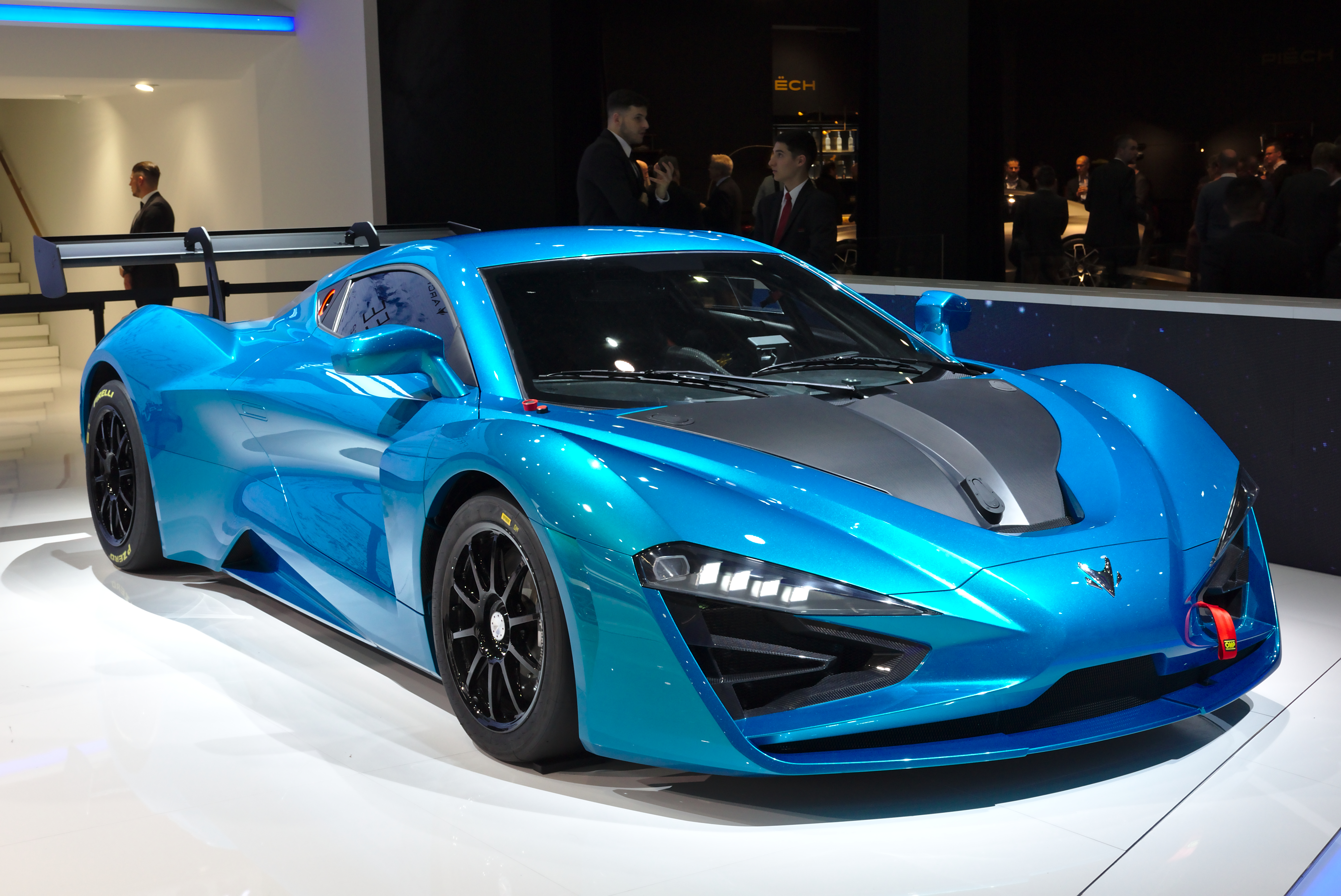
2020年–2022年現在 Arcfox GT